# Phyllanthus chryseus
Phyllanthus chryseus là một loài thực vật có hoa trong họ Diệp hạ châu. Loài này được Howard miêu tả khoa học đầu tiên năm 1947.